# Raon-lès-Leau
Raon-lès-Leau ist eine französische Gemeinde mit 39 Einwohnern (Stand: 1. Januar 2022) im Département Meurthe-et-Moselle in der Region Grand Est (bis 2015 Lothringen). Sie gehört zum Arrondissement Lunéville und zum Gemeindeverband Agglomération de Saint-Dié-des-Vosges.

## Geografie
Die Gemeinde Raon-lès-Leau liegt in den westlichen Ausläufern der Vogesen, etwa 52 Kilometer ostsüdöstlich von Lunéville. Hier im äußersten Südostzipfel des Départements Meurthe-et-Moselle reicht das nur 1,35 km² umfassende Gemeindegebiet fast bis an den Vogesenkamm heran. Der markante Gipfel des Donon (1009 m) ist nur vier Kilometer von Raon-lès-Leau entfernt. Im Osten grenzt die Gemeinde an das Département Bas-Rhin in der ehemaligen Region Elsass, im Süden bildet der Oberlauf der Plaine die Grenze zum Département Vosges. Umgeben wird Raon-lès-Leau von den Nachbargemeinden Grandfontaine im Norden und Osten, Raon-sur-Plaine im Süden sowie Bionville im Westen.
Straßenverbindungen von und nach Raon-lès-Leau führen nur über die unmittelbar angrenzende Gemeinde Raon-sur-Plaine. Im 15 Kilometer entfernten Schirmeck befindet sich der nächste Bahnhof an der Bahnstrecke Strasbourg–Saint-Dié.

## Geschichte

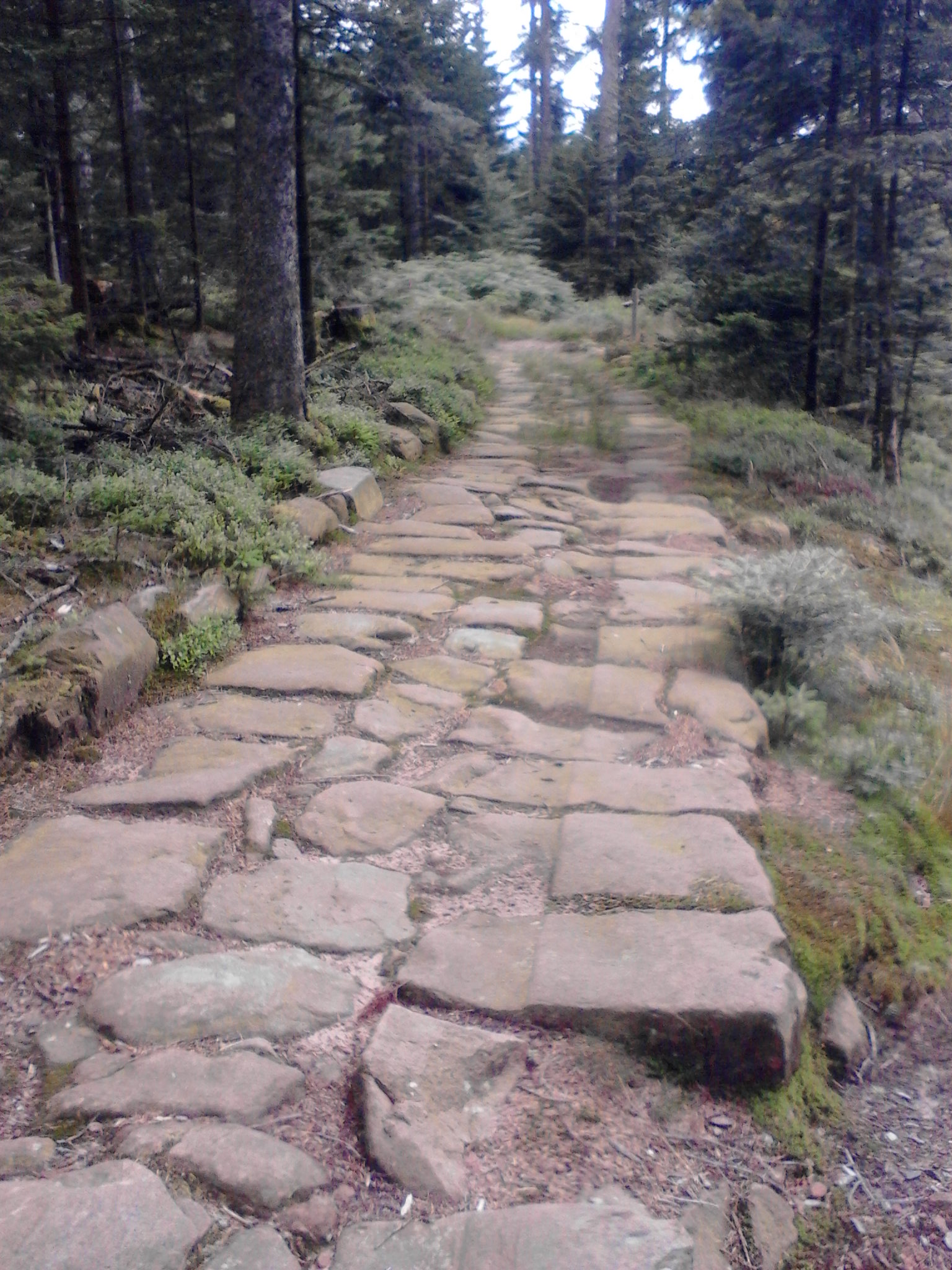
Erhaltene Reste einer Römerstraße in den Wäldern nahe Raon-lès-Leau

In einem Archiv tauchte 1138 erstmals ein Dorf namens Rawons auf, das bereits eine Steinkirche hatte. Rawons stammt aus dem Gallischen und weist auf einen Wasser-Übergang oder eine Furt hin (auch die Vogesengemeinde Raves hat denselben Namensursprung). Die heutige Gemeinde Raon-lès-Leau besteht erst seit 1751, als das linke Plaine-Ufer von der Grafschaft Obersalm (Vogtei Blâmont) an das Herzogtum Lothringen fiel. Das rechte Plaine-Ufer und damit der größere südliche Teil von Raon (heute Raon-sur-Plaine) verblieb dagegen beim Fürstentum Salm-Salm.
1782 hieß das Dorf Raon-lès-l’Eau, 1793 gab es die Schreibweise Raon les Laux Bereits in gallorömischer Zeit gab es in und um Raon beachtliche wirtschaftliche Aktivitäten. Insbesondere der Holzeinschlag profitierte von den durch die Wälder gebauten Römerstraßen, von denen bis heute Reste gut erhalten sind.
Ende des 14. Jahrhunderts begann die Zahl der Bewohner beider Raons rapide zu sinken, was auf eine Pestepidemie und Klimaveränderungen zurückging. Die Landwirtschaft zog sich allmählich talabwärts nach Luvigny und Allarmont zurück (im Plainetal gab es damals noch Weinberge und Obstbäume). Die Kleine Eiszeit machte Ackerbau im oberen Plainetal unmöglich.
Die seit dem 12. Jahrhundert bestehende Kirche St. Mansuetus im „großen Raon“ (Raon-sur-Plaine) verfiel im Lauf der Zeit und musste 1640 abgebrochen werden. Der Bau einer neuen Kirche verzögerte sich wegen organisatorischer und finanzieller Probleme. Über sechs Jahrzehnte mussten die Bewohner Raons in die Kirche der zweieinhalb Kilometer entfernten Nachbargemeinde Luvigny gehen, ehe die neue Kirche in Raon-sur-Plaine eingeweiht wurde. Den Zehnten teilten sich seitdem die Grafschaft Salm, die Priester von Luvigny und die Abtei Senones. Die Pfarrstelle in Raon wurde erst 1721 wiederhergestellt, finanziert durch Anteile an Wiesen und Feldern sowie Steuern auf die neu eingeführten Kartoffeln. Im 19. Jahrhundert erhielt auch Raon-lès-Leau eine bescheidene Kirche. Gottesdienste finden aber seit 1906 – dem Ruhestand des letzten Pfarrers – in der Kirche von Raon-sur-Plaine statt.
Ein geschichtliches Ereignis prägt die Gemeinden Raon-lès-Leau und Raon-sur-Plaine aber bis heute: der Verlust von etwa 1800 ha Gemeindegebiet. Nach dem Deutsch-Französischen Krieg wurde der Grenzverlauf zwischen Frankreich und Deutschem Reich im Frankfurter Frieden von 1871 festgelegt. Die Westgrenze des nun deutschen Reichslandes Elsaß-Lothringen verlief vor allem unter wirtschaftlichen und militärischen Gesichtspunkten. So verblieb das zum Département Haut-Rhin gehörende Belfort mit Umgebung (heutiges Territoire de Belfort) aufgrund von Wünschen des preußischen Militärs (kürzestmögliche Grenzlinie zwischen Vogesen und Jura) bei Frankreich. Kleine Teile des Départements Vosges, die zumeist östlich der Kammlinie der Vogesen im oberen Breuschtal oder westlich davon im oberen Tal der Plaine lagen, kamen hingegen zum Bezirk Unterelsass, namentlich der bereits bis 1795 zum Département Haut-Rhin gehörende Kanton Schirmeck und Teile des Kantons Saales. Schon 1872 kamen die Gemeinden Raon-lès-Leau und Raon-sur-Plaine wieder zurück an Frankreich, jedoch unter eigenartiger Teilung ihrer Gemeindegebiete, indem die auf ihren Gemarkungen liegenden großen Waldgebiete größtenteils bei Elsass-Lothringen (Gemeinde Grandfontaine) verblieben. Dieser Zustand besteht bis heute.

### Bevölkerungsentwicklung
| Jahr      | 1962 | 1968 | 1975 | 1982 | 1990 | 1999 | 2006 | 2013 | 2022 |
| Einwohner | 59   | 47   | 37   | 16   | 24   | 27   | 37   | 40   | 39   |

Im Jahr 1841 wurde mit 394 Bewohnern die bisher höchste Einwohnerzahl ermittelt. Die Zahlen basieren auf den Daten von cassini.ehess und INSEE.

## Sehenswürdigkeiten
- Kirche Mariä Geburt (Église de la Nativité-de-la-Vierge)

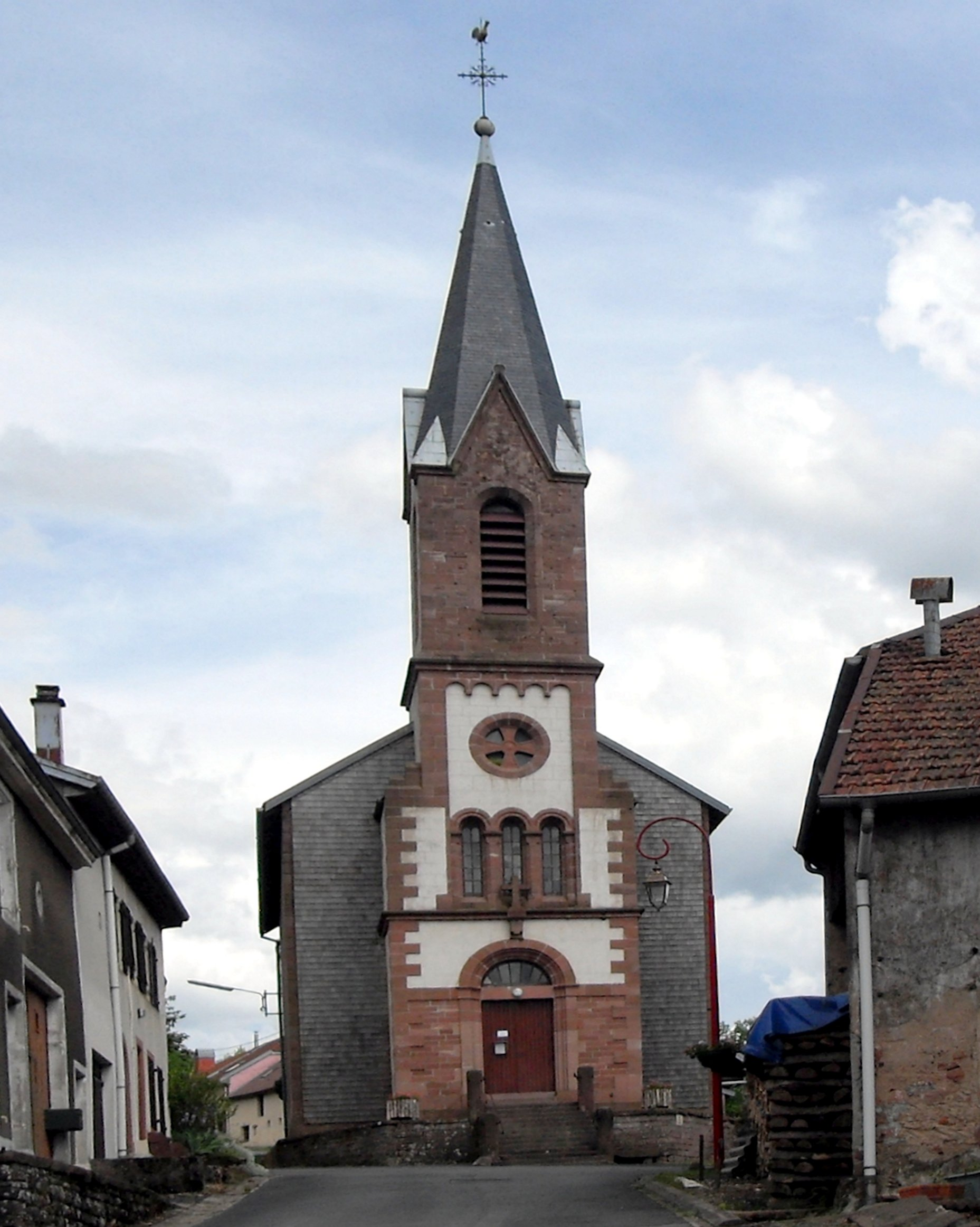
Kirche Mariä Geburt

## Wirtschaft und Infrastruktur
In der kleinen Gemeinde Raon-lès-Leau gibt es kaum Arbeitsmöglichkeiten. Die Bewohner sind größtenteils Pendler und Pensionäre. Einige verstreute ehemalige Bauernhöfe wurden zu Ferienwohnungen ausgebaut.
Straßenverbindungen von und nach Raon-lès-Leau führen nur über die unmittelbar angrenzende Gemeinde Raon-sur-Plaine im Département Vosges. Die dem Plainetal folgende Départementsstraße 329 führt im Westen nach Badonviller und Raon-l’Étape, im Osten ins elsässische Schirmeck. Im 15 Kilometer entfernten Schirmeck befindet sich der nächste Bahnhof an der Bahnstrecke Strasbourg–Saint-Dié.

## Belege
1. ↑  Henri Lepage: Dictionnaire topographique du département de la Meurthe
2. ↑  Ortsname auf cassini.ehess.fr (französisch)
3. ↑  Raon-lès-Leau auf cassini.ehess
4. ↑  Raon-lès-Leau auf INSEE